# Verkehrsmuseum Nürnberg
Il Verkehrsmuseum Nürnberg (Museo dei trasporti di Norimberga) è ubicato a Norimberga e comprende il museo ferroviario della Deutsche Bahn e il museo delle comunicazioni (Museum für Kommunikation). Ha due sedi distaccate a Coblenza-Lützel (DB Museum Koblenz) e Halle (DB Museum Halle). È uno dei più antichi musei dell'Europa.